# Isla brava
Isla brava es una película de Argentina dirigida por Mario Soffici según su propio guion escrito en colaboración con José Ramón Luna y Eliseo Montaine que se estrenó el 4 de septiembre de 1958 y que tuvo como protagonistas a Elsa Daniel, Frank Nelson y Florén Delbene.

## Reparto
- Elsa Daniel…Anita
- Frank Nelson…José Néstor
- Florén Delbene…Leñador
- Luis Rodrigo…Leñador
- Félix Rivero…Leñador
- Marta Roldán…Dominga
- José de Ángelis…Pedro
- María Luisa Robledo…Matilde
- Inés Moreno…Morocha
- Eduardo de Labar…Leñador
- Paquita Más…Juanita
- Alfonso Estela
- Enrique San Miguel…Francisco
- Oscar Orlegui …José Néstor niño
- Mariángeles …Anita niña
- Mario Soffici …Don Juan
- Carlos Escobares
- Claudio Lucero …Borracho
- Fernando Campos
- José Olivero
- Alberto Argibay …Julio
- Mirko Álvarez …Borracho
- Carmen Giménez …Mujer en fonda
- Tito Grassi
- Juan Petrosino (h)
- Vilma Ledesma …Mujer en casamiento
- Juan Buryúa Rey
- Martín Resta
- Miguel Ángel Castro
- Alfredo Santa Cruz
- Miguel Caiazzo
- Jorge Martínez Couto
- Juan Carlos Ceballos
- Francisco Accardi
- José Gorld